# Герб КНДР
Герб Коре́йской Наро́дно-Демократи́ческой Респу́блики (кор. 조선민주주의인민공화국의 국장) — один из государственных символов Корейской Народно-Демократической Республики.
Согласно 169 статье Конституции КНДР 2019 года:
Государственный герб Корейской Народно-Демократической Республики представляет собой овал из рисовых колосьев, перевитых красной лентой с надписью «Корейская Народно-Демократическая Республика». Внутри овала изображена мощная гидроэлектростанция, а над нею — священная гора революции Пэкту и красная пятиконечная звезда, от которой расходятся яркие лучи.
Красная пятиконечная звезда и её лучи, изображённые в верхней части герба, символизируют светлое будущее корейского народа, который борется за строительство могучего и процветающего социалистического государства, за объединение Кореи. Под ними — священная гора Пэкту, которая символизирует революционные традиции, созданные под руководством Ким Ир Сена в период антияпонской революционной борьбы, в первой половине минувшего века. 
Гидроэлектростанция в средней части герба символизирует мощную тяжёлую индустрию и рабочий класс, а рисовые колосья на обеих сторонах — социалистическое сельское хозяйство и кооперативное крестьянство. 
Овальная форма герба показывает непобедимое единство и сплочённость корейского народа вокруг Трудовой партии Кореи.